# Walch (Miesbach)
Walch ist ein Gemeindeteil von Miesbach auf der Gemarkung Wies im oberbayerischen Landkreis Miesbach.

## Ortsbeschreibung
Die Einöde Walch liegt nördlich von Miesbach.

## Denkmalschutz
Das ehemalige Bauernhaus und jetzige Landhaus Walch 76 wurde mit der Hausbeschreibung „Flachsatteldachbau mit Blockbau-Obergeschoss und dreiseitig umlaufender Balusterlaube, Ende 18. Jahrhundert, Dachaufbau und Hochlaube aus neuerer Zeit“ in die Liste der Baudenkmäler in Miesbach eingetragen. Auch ein nahegelegenes Sühnekreuz ist denkmalgeschützt.

## Bevölkerungsentwicklung
Um 1871 lebten in Walch sechs Einwohner. Im Mai 1987 gab es zwei Einwohner in einem Wohngebäude, das in zwei Wohnungen aufgeteilt war.
| Jahr      | 1871 | 1925 | 1950 | 1970 | 1987 |
| Einwohner | 6    | 4    | 11   | 3    | 2    |